# País de Gales no início da Idade Média
O País de Gales no início da Idade Média abrange o período desde a saída dos romanos do País de Gales (c. 383) até a subida de Merfyn Frych ao trono do Reino de Venedócia  (c. 825). Naquela época, houve uma consolidação gradual do poder em reinos cada vez mais hierárquicos. O fim do início da Idade Média foi a época em que a Língua galesa fez a transição do galês primitivo falado ao longo da era para o galês antigo, e a época em que a moderna fronteira entre Inglaterra e Gales tomaria sua forma quase final, uma linha amplamente seguida por Dique de Ofa, uma terraplenagem do final do século VIII. A unificação bem-sucedida em algo reconhecível como um estado galês viria na próxima era sob os descendentes de Merfyn Frych.

## Geografia

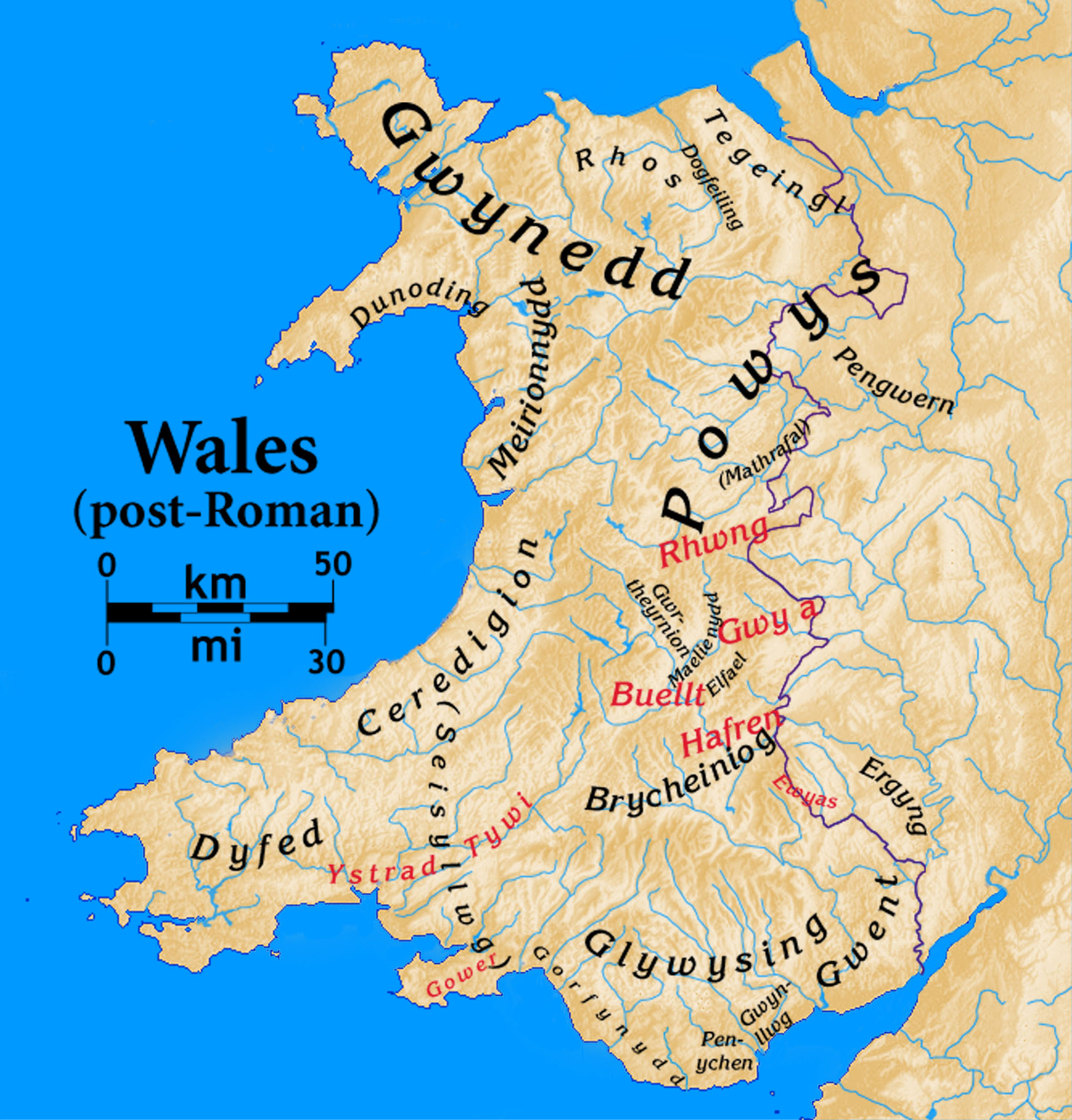
Reinos galeses pós-romanos.

A área total do País de Gales é de 20 735 quilômetros quadrados, que representa cerca de 9% da área da Grã-Bretanha. Grande parte da paisagem é montanhosa, marcada pela ausência de árvores e o habitat predominante é a charneca, além de haver áreas com depósitos vastos de turfa. Existem aproximadamente 1 200 quilômetros (746 mi) da linha costeira e cerca de 50 ilhas offshore, a maior das quais é Anglesey. O clima atual é úmido e marítimo, com verões quentes e invernos amenos, muito parecido com o clima medieval posterior, embora tenha havido uma mudança significativa para condições mais frias e muito mais úmidas no início da era.

## Economia
Muitas das terras cultiváveis estão a sul, sudeste, sudoeste, em Anglesey e ao longo da costa. No entanto, especificar o uso antigo da terra é problemático, pois há poucos sinais remanescentes nas quais basear as estimativas. O desmatamento da floresta ocorre desde a Idade do Ferro, e não se sabe como o antigo povo de Gales determinava o melhor uso da terra para suas circunstâncias particulares, como em sua preferência por trigo, aveia, centeio ou cevada, dependendo na precipitação, estação de crescimento, temperatura e as características da terra em que viviam. Anglesey é a exceção, historicamente produzindo mais grãos do que qualquer outra parte do País de Gales.